# Usine EvoBus de Ligny
L'usine EvoBus de Ligny-en-Barrois (Meuse), assemble des autobus et autocars sous les marques Mercedes et Setra.

## Histoire de l'usine[1]
En 1980, Otto Kässbohrer investit 30 millions de francs pour rénover l'usine de Ligny-en-Barrois (anciennement entreprise Rouméas). Dès 1981, le site est opérationnel. De 1981 à 1995, ce sont ainsi des véhicules Kässbohrer Setra, qui quittent la Meuse.

Logo de SETRA

En 1995, Mercedes rachète Setra, jusque-là carrossier indépendant mais travaillant sur des composants de la firme de Stuttgart (moteurs...), pour former EvoBus. Des carrosseries frappées de l'étoile, et non plus du «K» d'autrefois, prennent dès lors place sur les chaînes.
Les ateliers s'étendent sur plus de 35 000 m², soit 3,5 ha.
EvoBus Ligny est aujourd'hui, fin des années 2010, l'un des derniers sites industriels de l'Hexagone exclusivement dédié à la réalisation de véhicules de transport en commun routiers. À la fin de 2018 EvoBus Ligny fête la production de son 20 000e véhicule produit.

## Étapes et production
L'ossature est acheminée, nue, de l'usine de Mannheim. Elle est intégralement habillée à Ligny : montage des organes mécaniques, câblage électrique, garnitures et mobilier, accessoires, peinture et finitions diverses.
L'établissement lorrain a sorti son 10 000e véhicule en 2005, le 15 000e en 2014, et le 20 000e en 2018.
En 2013, 670 véhicules, presque exclusivement des Citaro (bus urbain), ont quitté la Meuse. On peut estimer la répartition de ce volume de la façon suivante : France, approximativement 65 %, Allemagne 18 %, Suisse 5%, Espagne 3%, Italie 2% etc.
Cependant en 2015, la demande pour les clients français ne représente plus que la moitié de la production.
Depuis 2016, la chaine de production a entièrement été restructurée. Ceci a permis au site de connaitre une forte croissance en passant de 1043 véhicules en 2016 à plus de 2075 véhicules produits en 2020.

## Perspectives
2016 a vu le grand retour de Setra. EvoBus souhaite en effet diversifier son offre, à la suite d'une demande de véhicules plus confortables. Cela passe par la proposition d'autocars interurbains. Peu avant, la direction allemande avait décidé de rapatrier dans l'est de la France, une partie de la production du site de Neu-Ulm, ainsi que de son usine turque.
Depuis 2018, le site s'est spécialisé dans la fabrication de véhicules urbain et interurbain de modèle Citaro.

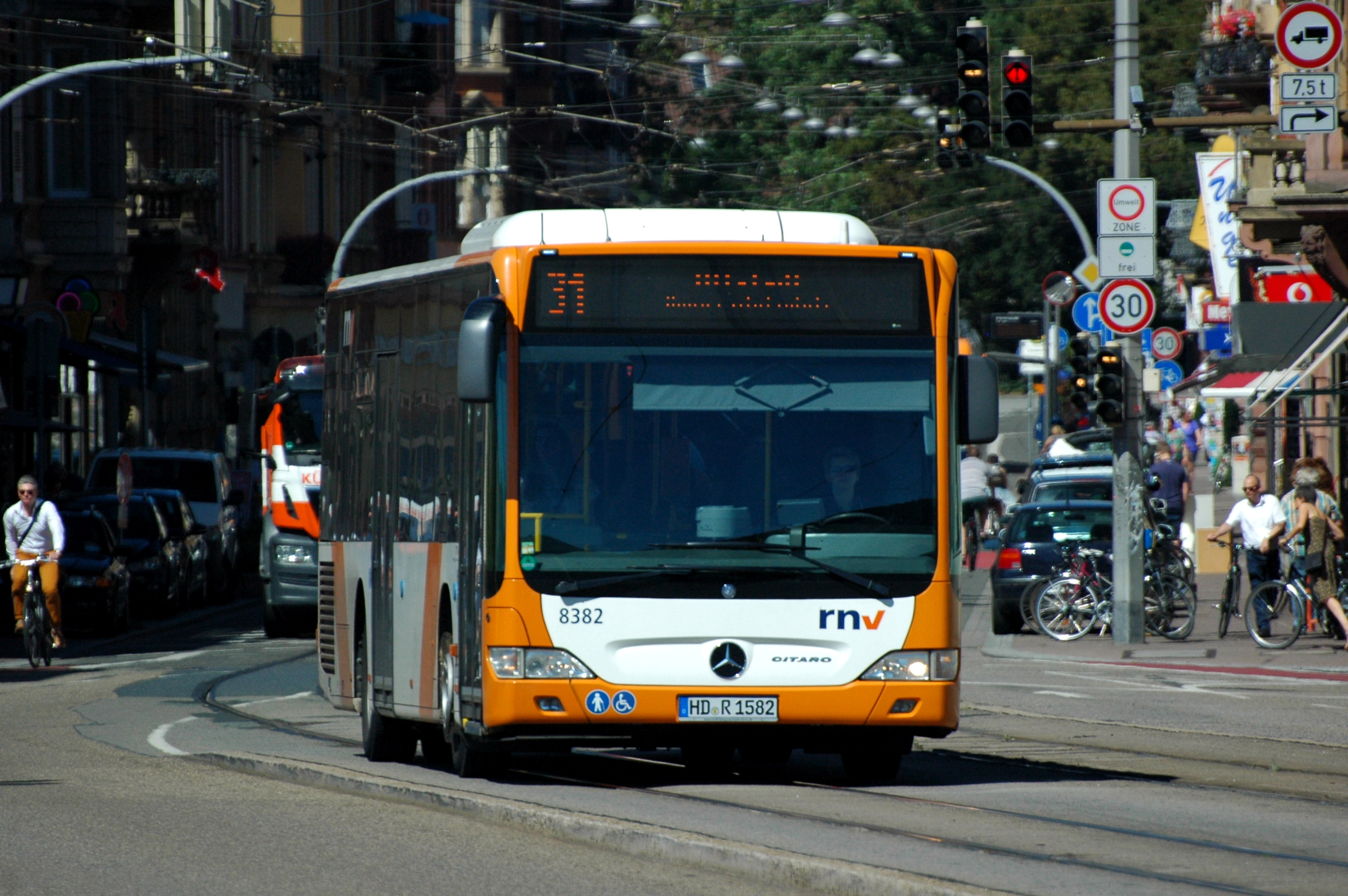
Mercedes-Benz Citaro facelift
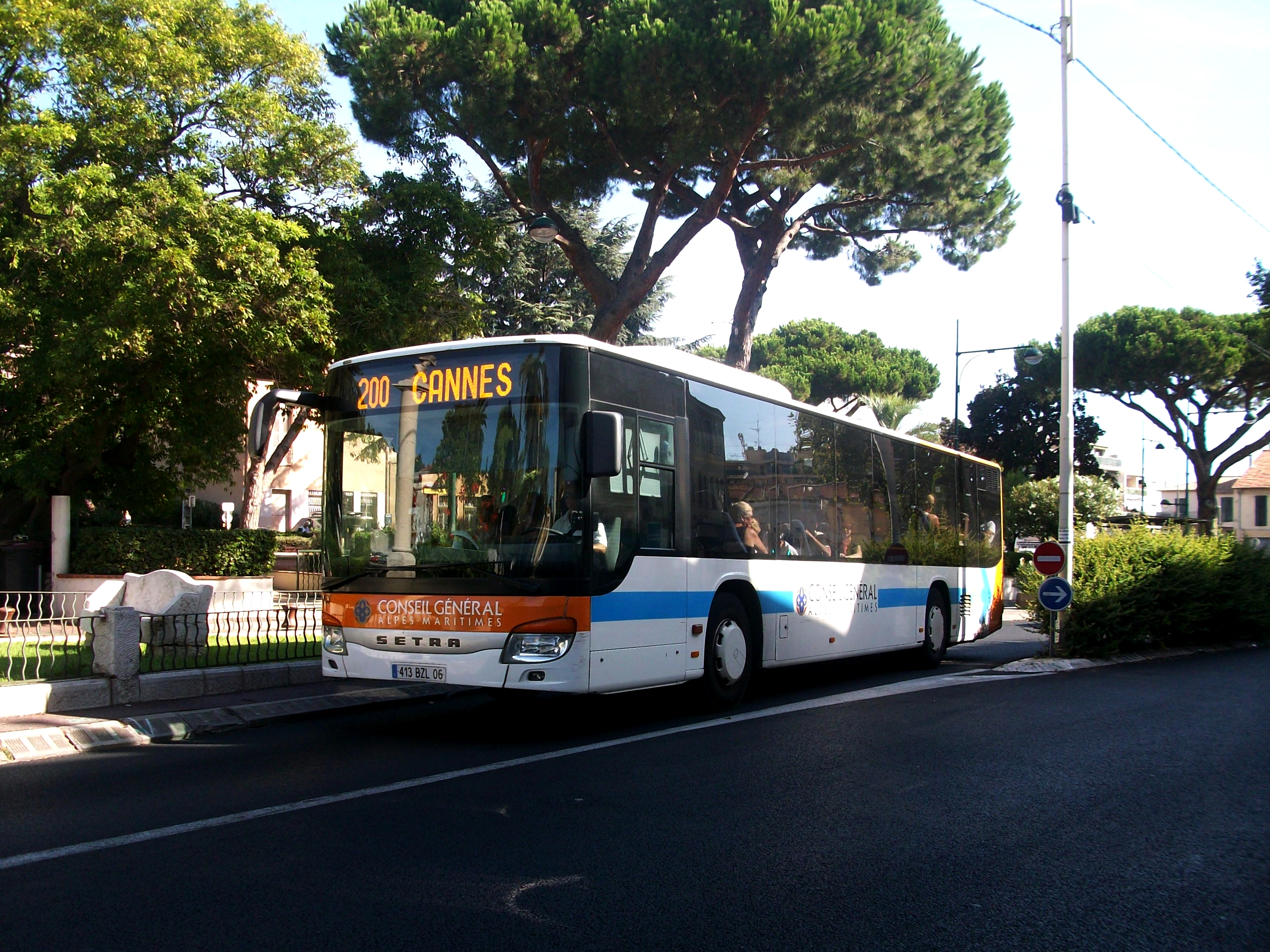
Setra S415 NF
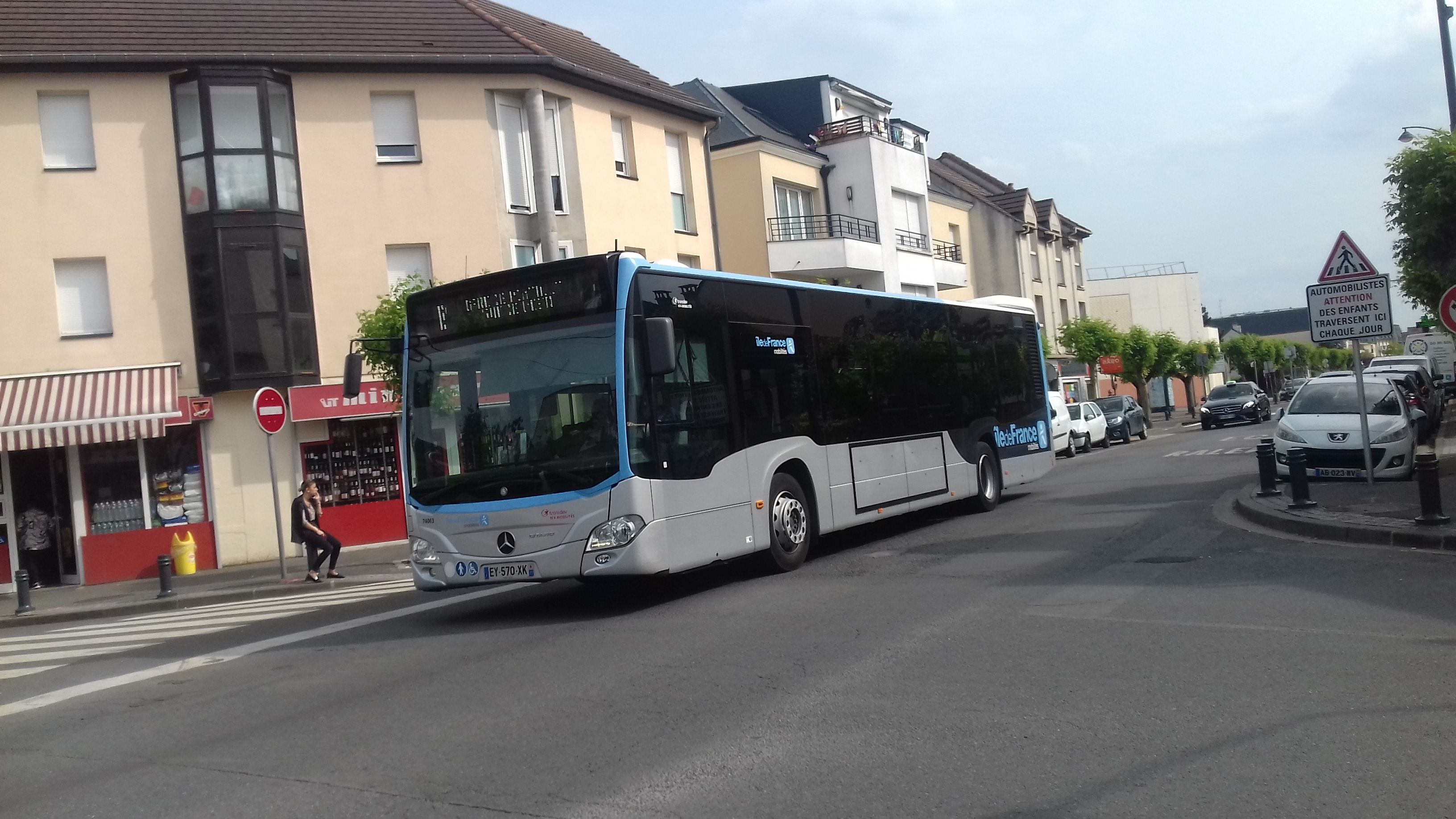
Mercedes-Benz Citaro C2